# Санкуру (провинция)
Санкуру (фр. Sankuru) — провинция Демократической Республики Конго, расположенная в центре страны.

## География
До конституционной реформы 2005 года Санкуру была частью бывшей провинции Восточное Касаи. Административный центр — город Лоджа. По территории провинции протекают реки Санкуру, Ломами, Лубефу и Лукение.
Население провинции — 1 374 239 человек (2005).

## Флора и фауна
Для провинции характерны леса, кустарники и саванна. Есть многочисленные горы и долины.
В провинции водятся различные виды животных, такие как львы, зебры, антилопы, куду, бегемоты, различные виды тропических змей, крокодилов, черепах, множество разных рыб и птиц, а также обезьяны, в том числе шимпанзе.

## Территориальное деление
Провинция разделена на 6 территорий:
- Катако-Комбе (Katako Kombe)
- Коле (Kole)
- Лоджа (Lodja)
- Ломела (Lomela)
- Лубефу (Lubefu)
- Лусамбо (Lusambo)

## Экономика
Основой экономики провинции является сельское хозяйство. В провинции выращивают рис, бананы, ананасы, картофель, сахарный тростник, сорго и различные местные сельскохозяйственные продукты.
В провинции есть месторождения алмазов, касситерита и других полезных ископаемых. Промышленность развита слабо, в основном это деревообрабатывающая промышленность, рыболовство и производство кирпича для местного потребления. Большой проблемой в развитии провинции являются отсутствие развитой сети дорог, электроснабжения и другой инфраструктуры.

## Образование
В провинции много начальных и средних школ. Школы в основном организованы католической, протестантской или методистской церквями. Тем не менее, правительство ДР Конго через Департамент образования также открывает новые школы.
В Санкуру есть несколько университетов: Университет Патриса Лумумбы с кампусами в Лоджа и Tshume-Ste-Marie, Университет Сент-Анн с кампусами в Tshume-Ste-Marie и Лусамбо. В провинции также есть несколько колледжей.

## Фотогалерея

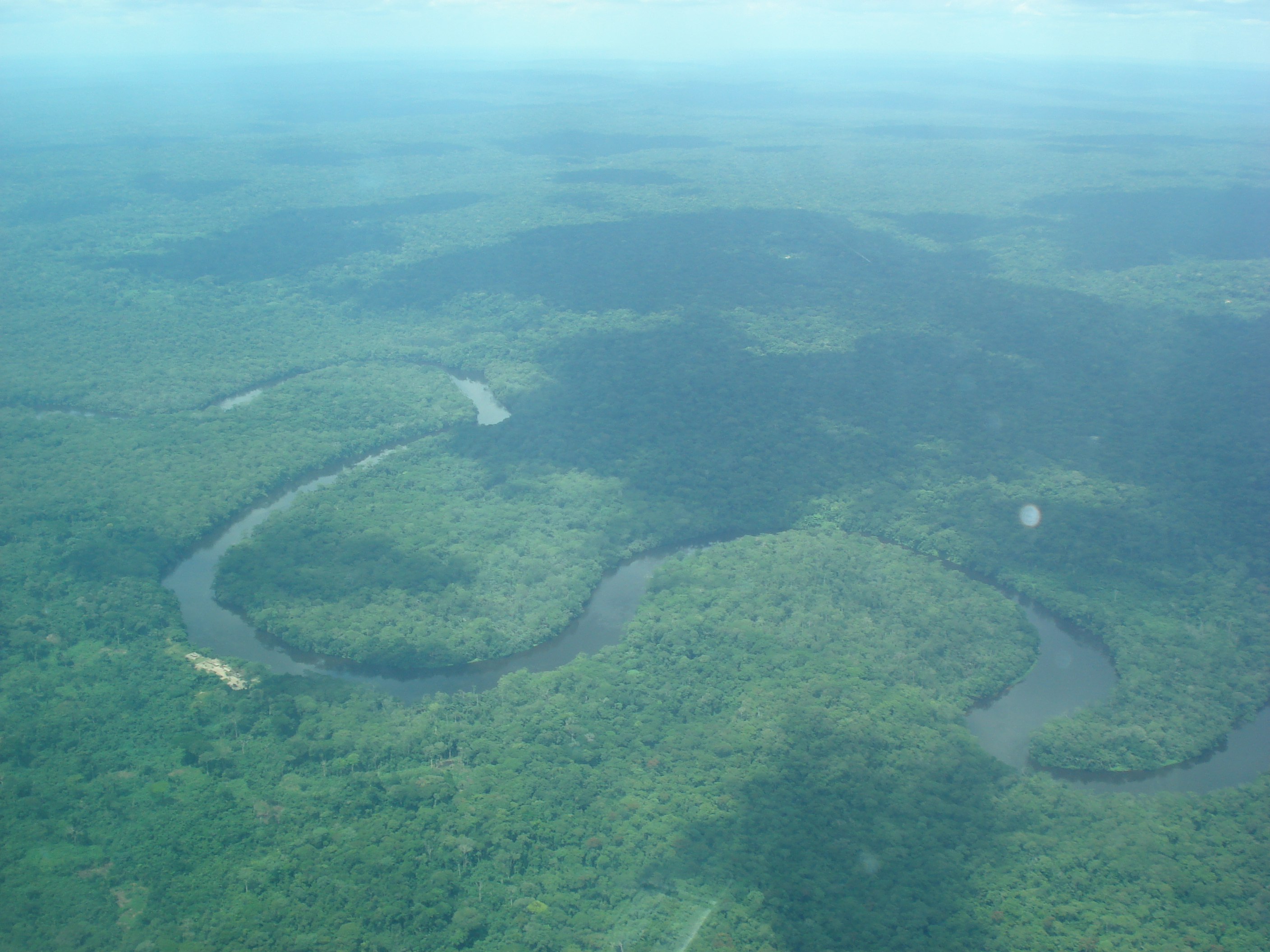
Река Лукение
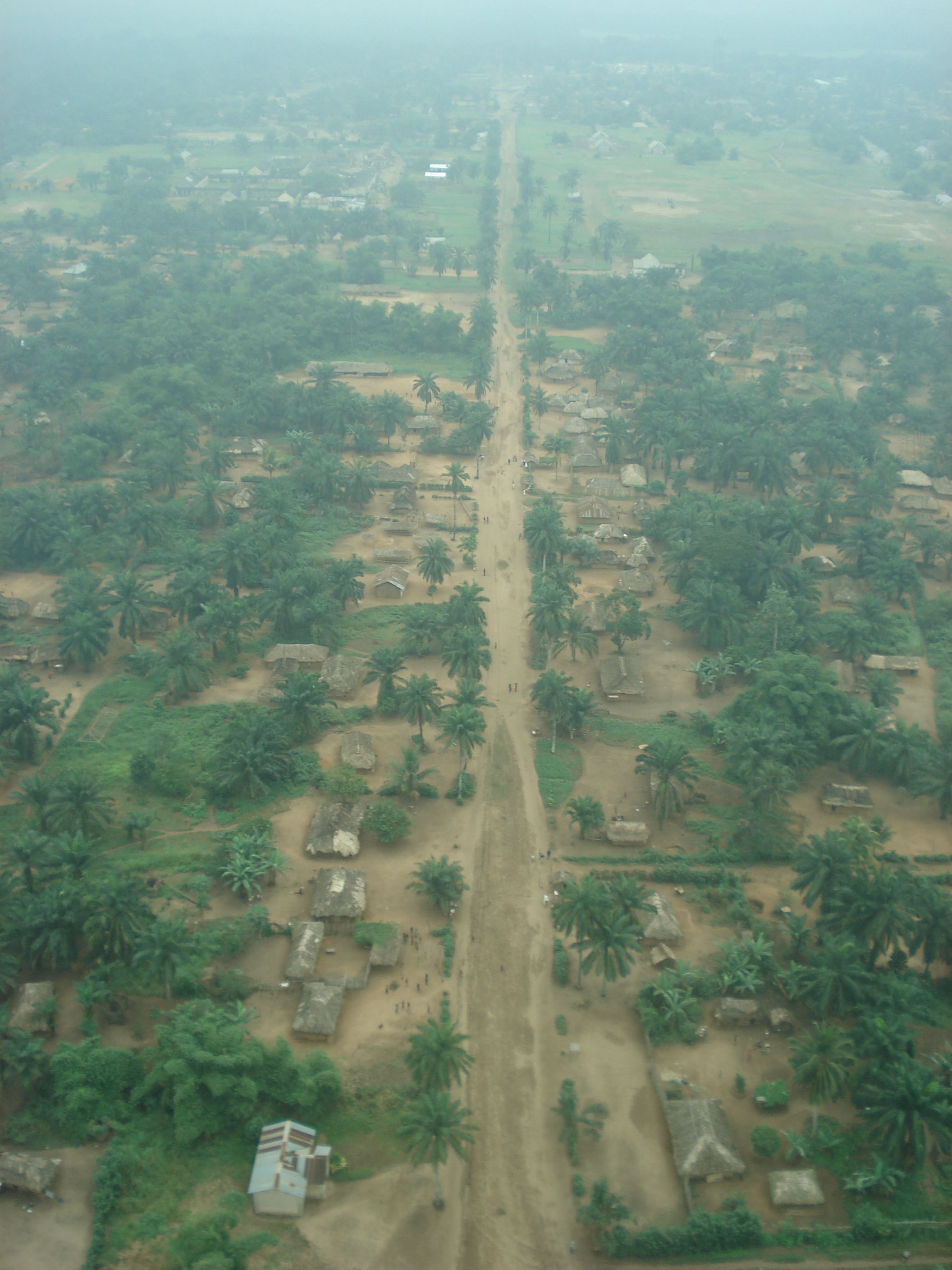
Центральная дорога городка Коле; в левом верхнем углу видна больница